# Valentin Crastan
Valentin Crastan (* 1932 in Genua) ist ein Schweizer Ingenieurwissenschaftler und emeritierter Hochschullehrer.

## Leben
Crastan ist Nachkomme Schweizer Emigranten, die Mitte des 19. Jahrhunderts aus Sent nach Italien auswanderten. Zwischen 1942 und 1945 besuchte er die Grundschule in Sent. Nach der Schulzeit studierte und promovierte er Elektrotechnik in der Schweiz und Italien. Von 1958 bis 1963 war er bei Brown, Boveri & Cie. angestellt, wo er an der Entwicklung von Kontrollsystemen in der Energietechnik arbeitete und das Rechenzentrum leitete. Zwischen 1963 und 1972 war er Leiter der Gruppe Energiestudien bei Suiselectra. 1972 wurde er zum Professor für Energietechnik und Energiewirtschaft an die damalige Berner Fachhochschule, heute Berner Fachhochschule Technik und Informatik, berufen, wo er 25 Jahre, davon neun Jahre (1983–1992) als Dekan des Fachbereichs Elektrotechnik, bis zur 1997 erfolgten Emeritierung blieb.
Darüber hinaus ist Crastan Autor mehrerer Fachbücher, darunter des dreibändigen Standardwerkes Elektrische Energieversorgung, das 1999 erstmals erschien. Im Jahr 2012 folgte die 3. überarbeitete Auflage. 2010 erschien die Monographie Weltweite Energiewirtschaft und Klimaschutz 2009, die im gleichen Jahr unter dem Titel Global energy economics and climate protection report 2009 auch in einer englischsprachigen Ausgabe publiziert wurde. Aktualisierung der deutschen Ausgabe (2. Auflage) 2016. Weitere Monographien: im Jahr 2014 Global Energy Demand and 2-degree Target, Report 2014 die 2015 aktualisiert in französischer Sprache erschienen ist. Im Jahr 2016 erschien die deutsche Ausgabe Weltweiter Energiebedarf und 2-Grad-Ziel und 2017 der Springer "essential": Klimawirksame Kennzahlen für Europa und Eurasien.

## Monografien (Auswahl)
- Klimawirksame Kennzahlen für Europa und Eurasien. essential Springer Vieweg, 2017, ISBN 978-3-658-19514-4, ISBN 978-3-658-19515-1 (E-Book).
- Weltweiter Energiebedarf und 2-Grad-Ziel. Springer Vieweg, 2016, ISBN 978-3-662-53420-5, ISBN 978-3-662-53421-2 (E-Book).
- Weltweite Energiewirtschaft und Klimaschutz. 2., aktualisierte Auflage, Berlin – Heidelberg 2016. ISBN 978-3-662-52654-5.
- Elektrische Energieversorgung 1. 4. Auflage Berlin – Heidelberg, 2015, ISBN 978-3-662-45984-3.
- Demande mondiale d'énergie et objectif 2 °C, Rapport 2015, Cracon 2015. ISBN 978-2-9700650-5-0.
- Global Energy Demand and 2-degree Target, Report 2014. Springer, Heidelberg, New York, London, 2014, ISBN 978-3-319-12309-7.
- Elektrische Energieversorgung. 3 Bde. Berlin – Heidelberg, erste Auflage 1999, 3. Auflage 2012.
- Global Energy Demand and Climate Protection Report 2012. Cracon 2012, ISBN 978-2-9700650-4-3.
- Global Energy Economics and Climate Protection Report 2009. Springer 2010, ISBN 978-3-642-11872-2, ISBN 978-3-642-11873-9 (E-Book).
- Weltweite Energiewirtschaft und Klimaschutz 2009. Berlin – Heidelberg 2010. ISBN 978-3-642-10786-3.
- Die Energiepolitik im Spannungsfeld von Ökologie und Fortschritt. Biel 1989, ISBN 3-906140-05-9.